# Bückeburger Niederung
Die Bückeburger Niederung ist ein großflächiges Niederungsgebiet im Norden der Stadt Bückeburg im Landkreis Schaumburg, Niedersachsen. Die Niederung ist größtenteils als Landschafts- bzw. Naturschutzgebiet ausgewiesen.

## Beschreibung
Das Niederungsgebiet in Form einer flachen Geländesenke der Schaumburg-Lippischen Kreidemulde liegt zwischen Bückeburg und dem Schaumburger Wald. Es ist rund 600 Hektar groß. Das Kerngebiet der Niederung besteht aus Scheier Bruch, Vorderem Bruch und Mittlerem Bruch, Ochsenwiesen, Amtmannschen Wiesen und Röcker Bruch. Es erstreckt sich über rund 250 Hektar. Das Niederungsgebiet wird von zusammenhängenden, grundwasserbeeinflussten Grünlandbereichen auf wasserstauende Gleyböden geprägt. Insbesondere in den Wintermonaten sind die Böden durch Niederschläge und Hangwasserzuflüsse sehr nass und oft überstaut. Die Niederung wird von der Bückeburger Aue durchflossen, die das Gebiet bei Hochwasser regelmäßig überschwemmt. Zur Entwässerung der Flächen besteht ein aufwendiges Graben- und Abflusssystem. Dazu zählt der Auekanal (auch als Aue-Entlastungskanal bezeichnet), der innerhalb der Niederung von der Bückeburger Aue abzweigt und das Gebiet in nordwestliche Richtung durchquert. Im Rahmen von Renaturierungsmaßnahmen wurden teilweise Entwässerungsgräben verfüllt bzw. durch Wehre der Abfluss verringert. An der Bückeburger Aue wurden abschnittsweise Seitenarme bzw. zur Laufverlängerung ehemalige Fließgewässerabschnitte wiederhergestellt und die Aue in einem Abschnitt in ein neues Flussbett verlegt. Die Bückeburger Aue verfügt über teilweise üppige Wasserpflanzenvegetation. Entlang des Gewässerverlaufs soll durch natürliche Sukzession eine Weichholzaue entstehen.
Die Grünlandbereiche sind als nährstoffreiche Feucht- bis Nasswiesen mit Flutrasen und Landröhrichten sowie Sauergras-, Binsen- und Staudenrieden ausgebildet. Daneben sind Brachen und Sukzessionsflächen zu finden. In die Wiesen sind zahlreiche, überwiegend im Rahmen von Renaturierungsmaßnahmen künstlich angelegte Tümpel eingebettet.
Die Wiesenbereiche sind zum Teil offen, zum Teil durch Hecken, Gebüsche und Kopfweiden kleinflächig gegliedert. Dazu kommen Feldgehölze, Solitärbäume und kleinflächige Wäldchen.
Die Niederung ist Lebensraum und Rastgebiet für zahlreiche Vogelarten. Zwischen 1990 und 2014 wurden 177 Arten nachgewiesen, von denen 76 im Gebiet auch brüteten. So werden schlammige Flachwasserbereiche und offene Wasserflächen von Watvögeln, Gänsen und Enten genutzt. Für Watvögel haben auch die Grünlandbereiche eine besondere Bedeutung.
Die Bückeburger Niederung beherbergt unter anderem Rebhuhn, Wachtelkönig, Wachtel, Kiebitz, Bekassine, Schwarzkehlchen, Feldschwirl, Goldammer, Rohrammer, Nachtigall, Sumpfrohrsänger, die Grasmückenarten Gartengrasmücke, Klappergrasmücke und Dorngrasmücke, Schafstelze, Gebirgsstelze, Eisvogel und Neuntöter. Weiterhin sind Greifvögel wie Baumfalke, Turmfalke, Rotmilan und Schwarzmilan und verschiedene Eulen in der Niederung heimisch. Das Gebiet ist Nahrungshabitat unter anderem für Weißstorch, Schwarzstorch, Graureiher und Silberreiher.
Kleingewässer in der Bückeburger Niederung sind Lebensraum verschiedener Amphibien, darunter der 2007 wiederangesiedelte Laubfrosch.
Durch die Niederung verlaufen einige öffentlich zugängliche Wege, die auch als Wander- und Rundwege genutzt werden können. Im Norden verlaufen die Kreisstraßen 1 und 4 durch die Niederung und das Landschaftsschutzgebiet. Das Landschaftsschutzgebiet wird nach Norden vom Mittellandkanal begrenzt. Im Nordosten grenzt es an die Kreisstraße 3, im Südwesten an die Bahnstrecke Hannover–Minden.

## Schutzgebiete

### Naturschutzgebiet
Das Naturschutzgebiet „Bückeburger Niederung“ mit dem Kennzeichen NSG HA 141 wurde zum 7. September 1989 ausgewiesen. Es war ursprünglich circa 65 Hektar groß und umfasste im Kern den Scheier Bruch als einen zentralen Ausschnitt der Bückeburger Niederung. Das Naturschutzgebiet war zu einem großen Teil vom gleichnamigen Landschaftsschutzgebiet umgeben.
Zum 13. August 2021 wurde das Naturschutzgebiet um große Teile des Kerngebietes der Niederung auf circa 178 Hektar erweitert. Dabei wurden neben dem Scheier Bruch die Gebietsteile Vorderes und Mittleres Bruch, Rehrwiese, Amtmannsche Wiese, Dammwiesen und kleinere angrenzende Bereiche in das Naturschutzgebiet eingegliedert, die zuvor Bestandteil des Landschaftsschutzgebietes waren.
Zuständige untere Naturschutzbehörde ist der Landkreis Schaumburg.

### Landschaftsschutzgebiet
Das Landschaftsschutzgebiet „Bückeburger Niederung“ wurde 1986 ausgewiesen. Es war circa 600 Hektar groß.
Im Zuge der Neufassung der Verordnung über das Naturschutzgebiet „Bückeburger Niederung“ wurde auch die Verordnung über das Landschaftsschutzgebiet „Bückeburger Niederung“ neu gefasst. Sie trat am 31. Juli 2021 in Kraft. Das Landschaftsschutzgebiet mit dem Kennzeichen LSG SHG 19 umfasst nun eine Fläche von circa 578 Hektar.
Zuständige untere Naturschutzbehörde ist der Landkreis Schaumburg.

## Eisenbahn-Neubaustrecke Bielefeld–Hannover
Im Zusammenhang mit der Neubaustrecke Bielefeld–Hannover gibt es Entwürfe zu einer Trassenführung durch oder entlang des Randes der Bückeburger Niederung. Dies wird insbesondere von Naturschutzverbänden und Bürgerinitiativen kritisiert.